# پموکو
پموکو (به اسپانیایی: Pemuco) یک شهرستان در شیلی است که در استان نوبل واقع شده‌است. پموکو ۵۶۲٫۷ کیلومتر مربع مساحت و ۸٬۳۰۰ نفر جمعیت دارد و ۱۸۲ متر بالاتر از سطح دریا واقع شده‌است.